# Kibera

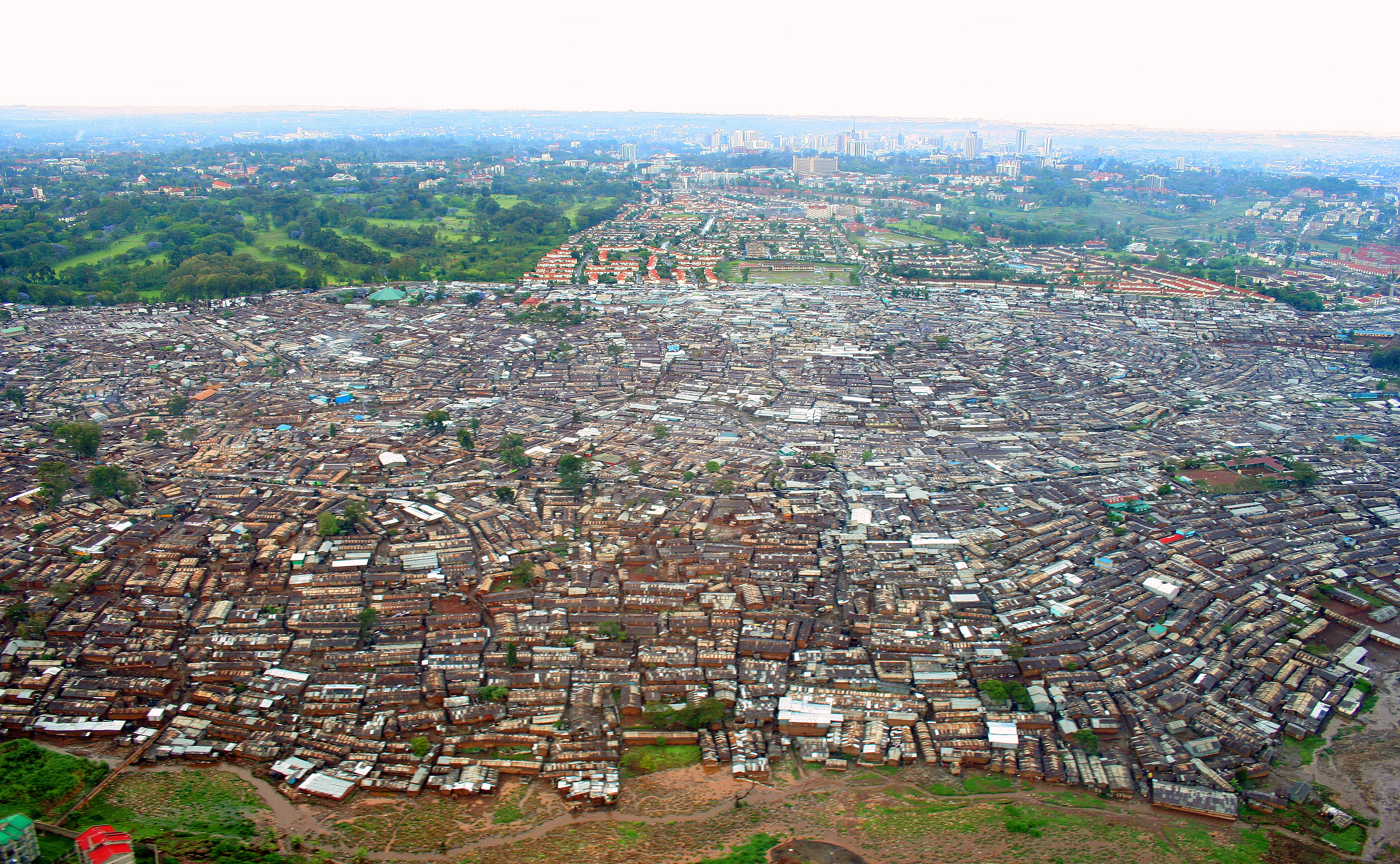
Kibera im Südwesten Nairobis

Kibera ist ein Slum im Südwesten von Nairobi, der Hauptstadt Kenias. Der Name Kibera leitet sich ab von kibra, was so viel wie Wald oder Dschungel bedeutet.

## Lage

Die größten Slums von Nairobi

Kibera nimmt eine Fläche von 2,5 Quadratkilometern 7 km südwestlich der City ein, die sich in mehrere übergangslose Teilsiedlungen untergliedert: Kianda, Soweto (Ost und West), Gatwekera (Gatuikira), Kisumu Ndogo, Lindi, Laini Saba, Siranga/Undugu, Makina und Mashimoni. Die Bahnlinie Nairobi-Kisumu führt quer durch die Blechdachsiedlung. Im Norden grenzt ein Golfplatz an den Slum.

## Bevölkerung
Gegründet 1920 als Ansiedlung nubischer Soldaten, galt Kibera mit geschätzten über einer Million Bewohnern jahrelang als nicht nur der größte Slum von Nairobi, sondern auch ganz Afrikas. Neuere Untersuchungen haben jedoch ergeben, dass die tatsächliche Einwohnerzahl weit unter den von Behörden angegebenen Zahlen liegen. Zweifel an der hohen Einwohnerzahl bestehen durch den Fakt, dass Kibera auf wenige Quadratkilometer begrenzt ist.
Die UN schätzte 2010 die Gesamtbevölkerung von Kibera auf 500.000 bis 700.000 Einwohner und nannte Bevölkerungsdichten von mehr als 2000 Personen pro ha. Kenias Chefstatistiker Collins Opiyo war sich 2009 nach Volkszählungen sicher, dass in Kibera rund 200.000 Menschen und nicht die vermuteten eine Million leben. Laut einer Volkszählung von 2009 (The 2009 Kenya Population and Housing Census) betrug die Einwohnerzahl Kiberas 170.070. Zahlen um die 200.000 (199.959 bis 205.108) erbrachte die Ermittlung der Anzahl der Hütten anhand von Satellitenfotos und die der Bewohner eines Beispielareals. Eine Zusammenstellung der unterschiedlichen Angaben zur Bevölkerung (und mögliche Beweggründe hierfür) gibt das Map Kibera Project.
Die Bevölkerung setzt sich aus verschiedenen Volksgruppen zusammen, mehrheitlich Kikuyu. Die Kikuyu kontrollieren seit 1974 die Verwaltung. Die unter den Kikuyu in Kibera weit verbreitete Mungiki-Bewegung plante, bei den Parlamentswahlen 2007 den seit 1972 von Raila Odinga gehaltenen Parlamentssitz im Wahlkreis Langata (zu dem außer Kibera die kleineren Vororte Karen und Lang'ata gehören) zu erobern, was jedoch nicht gelang.
Die Gewaltausbrüche in Kenia nach der Wahl 2007 gingen von Kibera aus, wo die Luo die Kiluya attackierten und teilweise vertrieben.

## Versorgung
Die UN Habitat hat in der Nähe von Kibera ihren Hauptsitz und ein Jahresbudget von über 100 Mio. US-Dollar. Nach Aussage des Habitat-Direktors Sharad Shankardass wurden für Kibera von der UN bisher 500.000 US-Dollar ausgegeben. Unter anderem hat man eine genaue Studie über das Viertel Soweto East erstellt. Hier leben auf 2 Hektar 71.000 Menschen. Ihnen stehen 15 Bäder und 100 Toiletten zur Verfügung. Meist wohnen sechs bis sieben Familienmitglieder in einem drei mal drei Meter großen Zimmer ohne Fenster, Strom und Toilette. Die UN hat eine Toilette mit WC-Becken bauen lassen, deren Benutzung vier Kenia-Schilling (vier Eurocent) kostet. Ein 20-Liter-Wasserbehälter kostet in Kibera 3–20 Schilling (3–20 Eurocent), je nach Jahreszeit.
Die Verschmutzung durch Abfälle, Abwässer und Fäkalien ist enorm hoch, dementsprechend auch die dadurch verursachte Krankheitsrate. In Kibera und anderswo beginnt man damit, Trinkwasser – zumindest teilweise – zu desinfizieren, indem man es in PET-Flaschen der Sonnenstrahlung aussetzt.

## Filmschauplatz
Der Film Der ewige Gärtner des brasilianischen Regisseurs Fernando Meirelles aus dem Jahr 2005 wurde unter anderem in Kibera gedreht. Ein eindrucksvolles Porträt von Kibera zeichnete Hawa Essuman mit Soul Boy (2010). Teile der Fernsehserie Sense8 der Wachowski-Geschwister und J. Michael Straczynskis (2015) spielen in Kibera.

## Bildergalerie

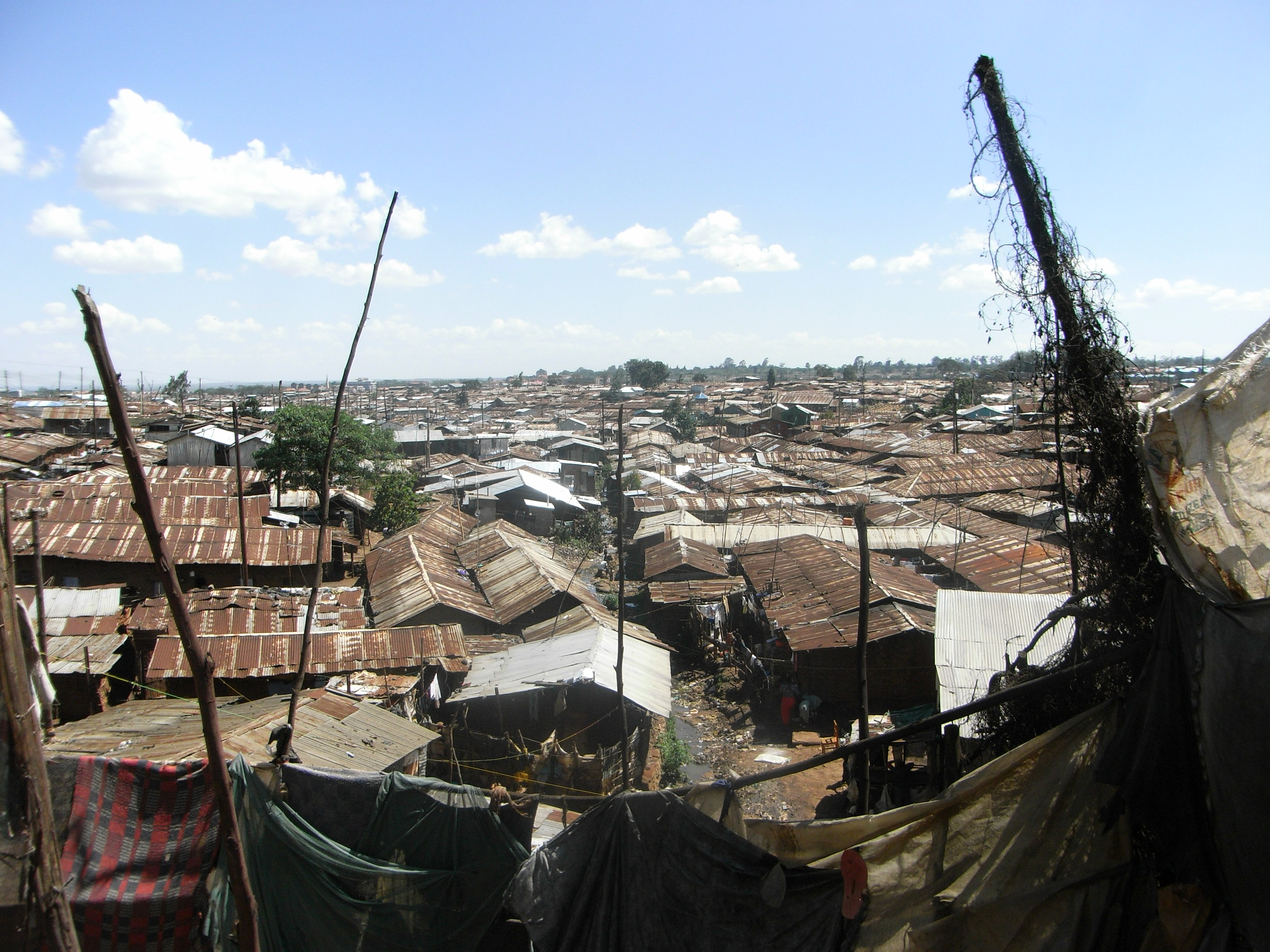
Hütten mit Abwassergraben
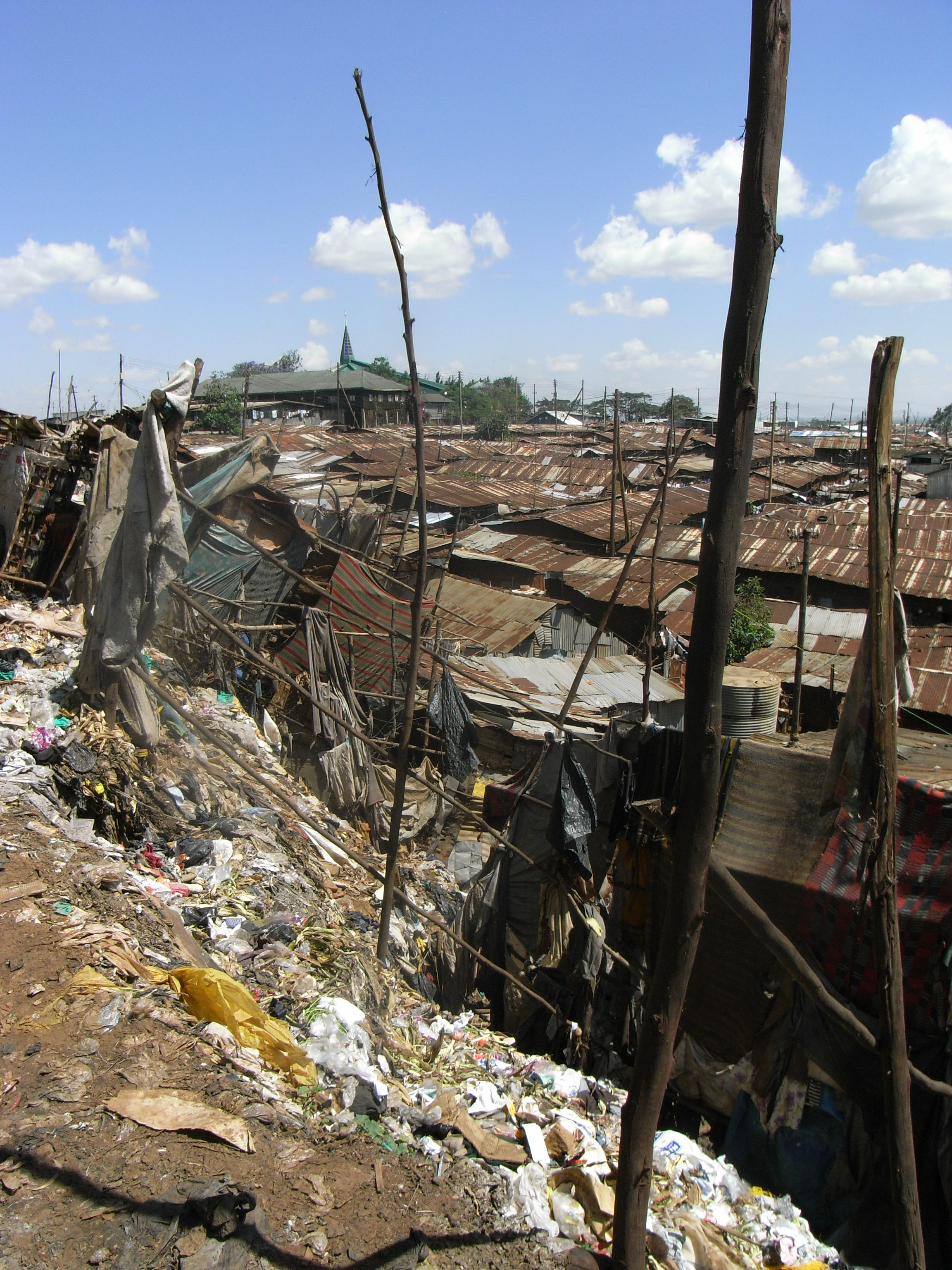
Müll am Bahndamm
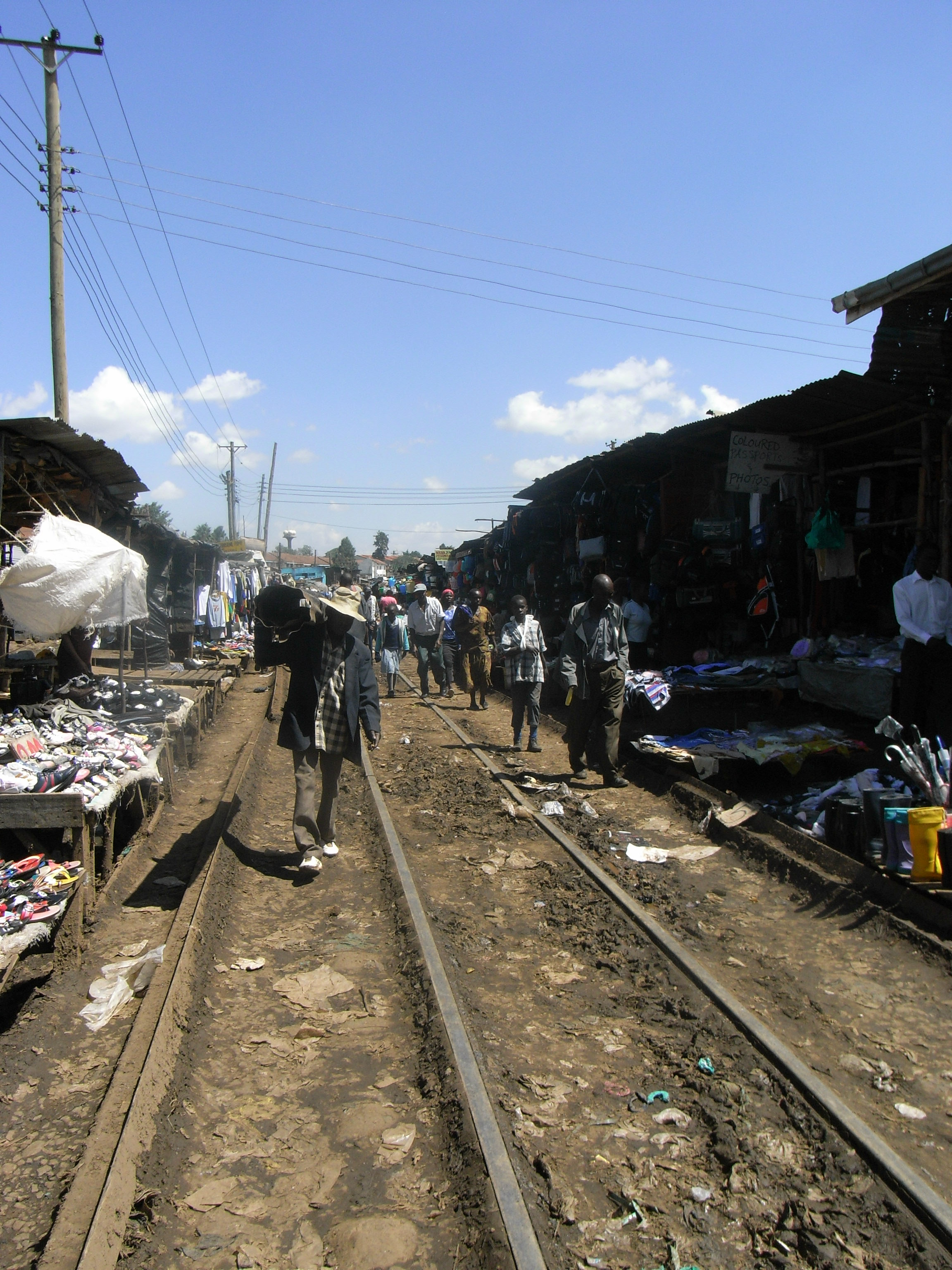
Bahnstrecke Nairobi-Kampala
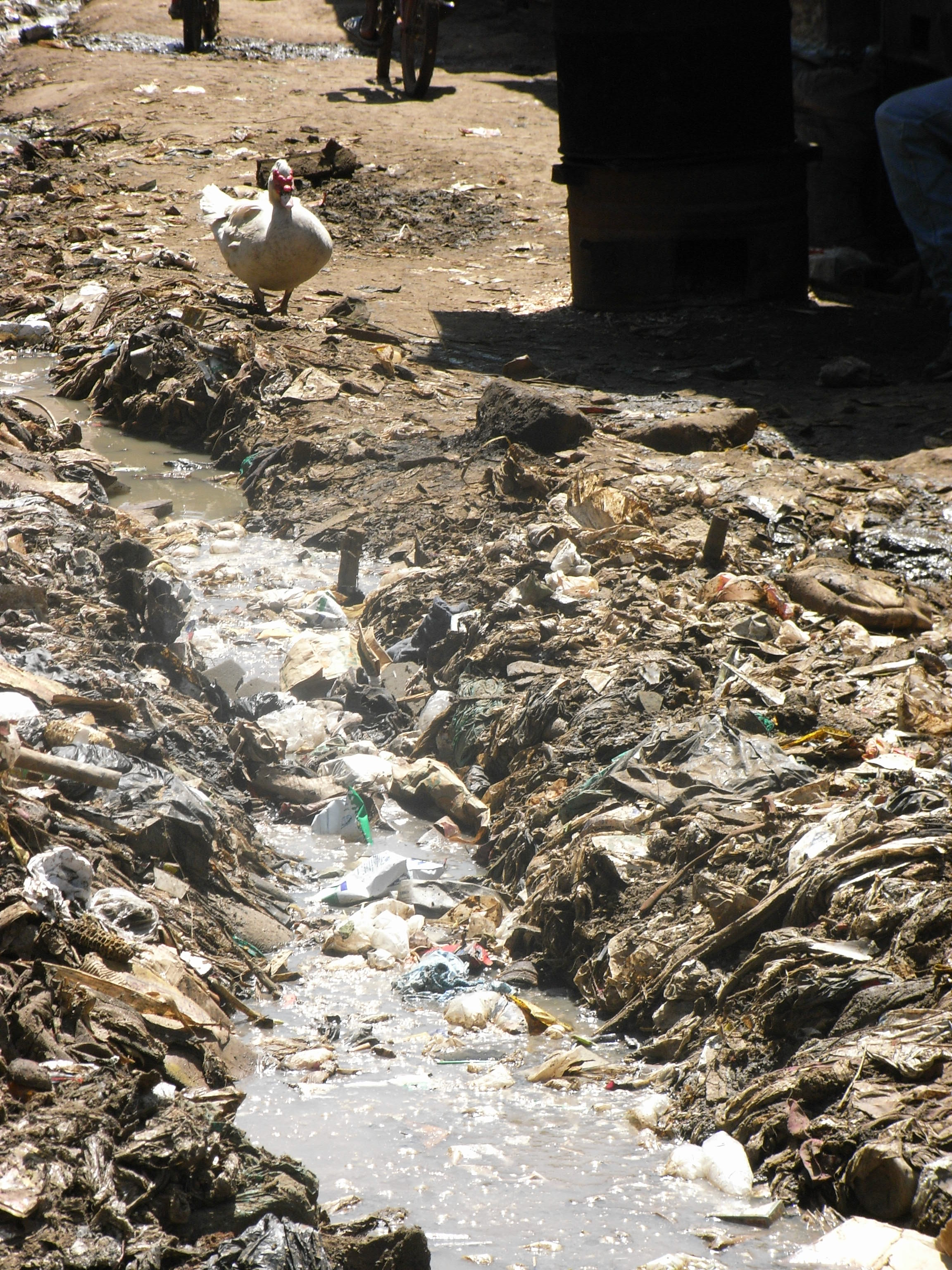
Vermüllter Abwassergraben
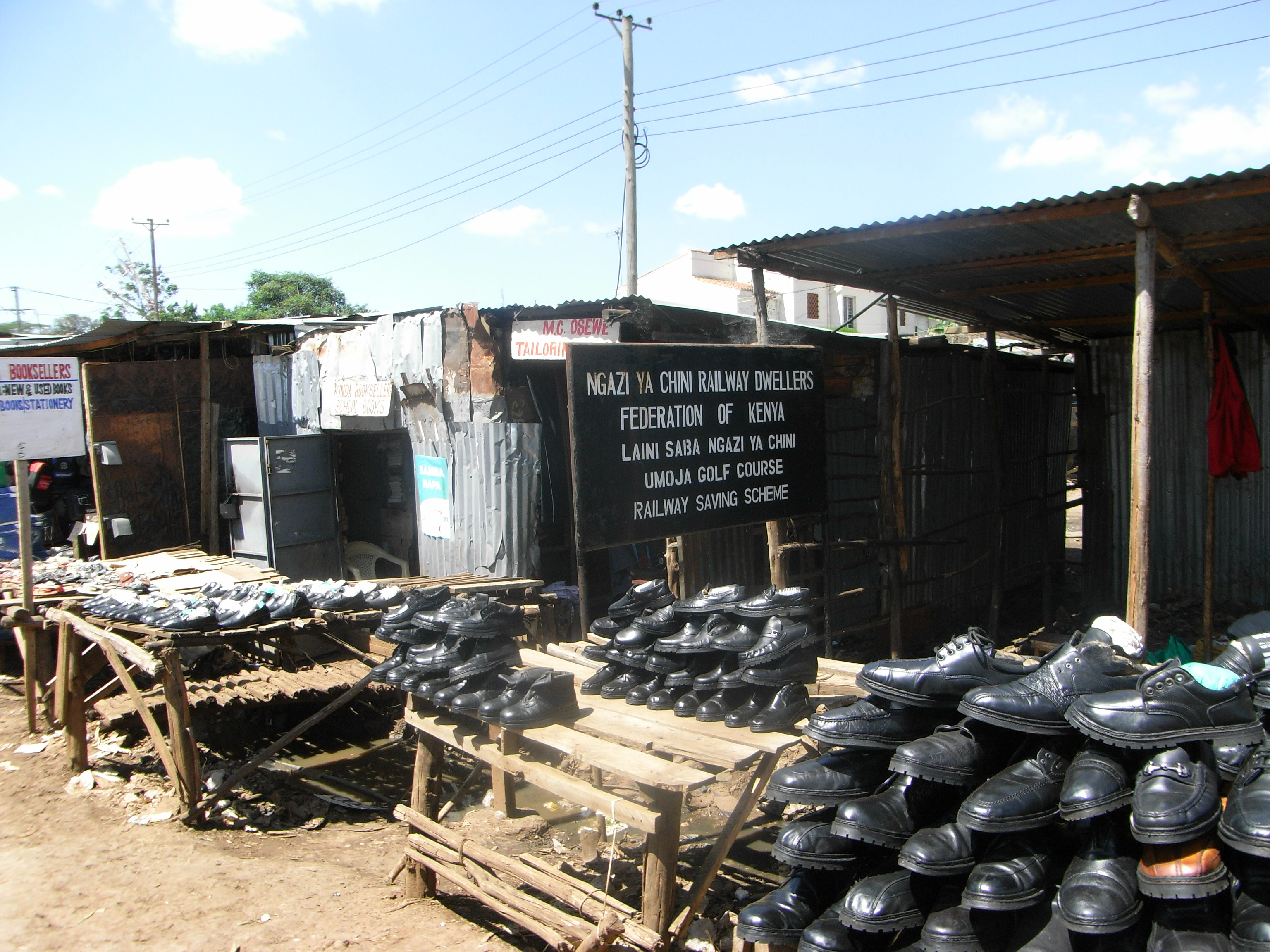
Verkaufsläden an der Bahnstrecke
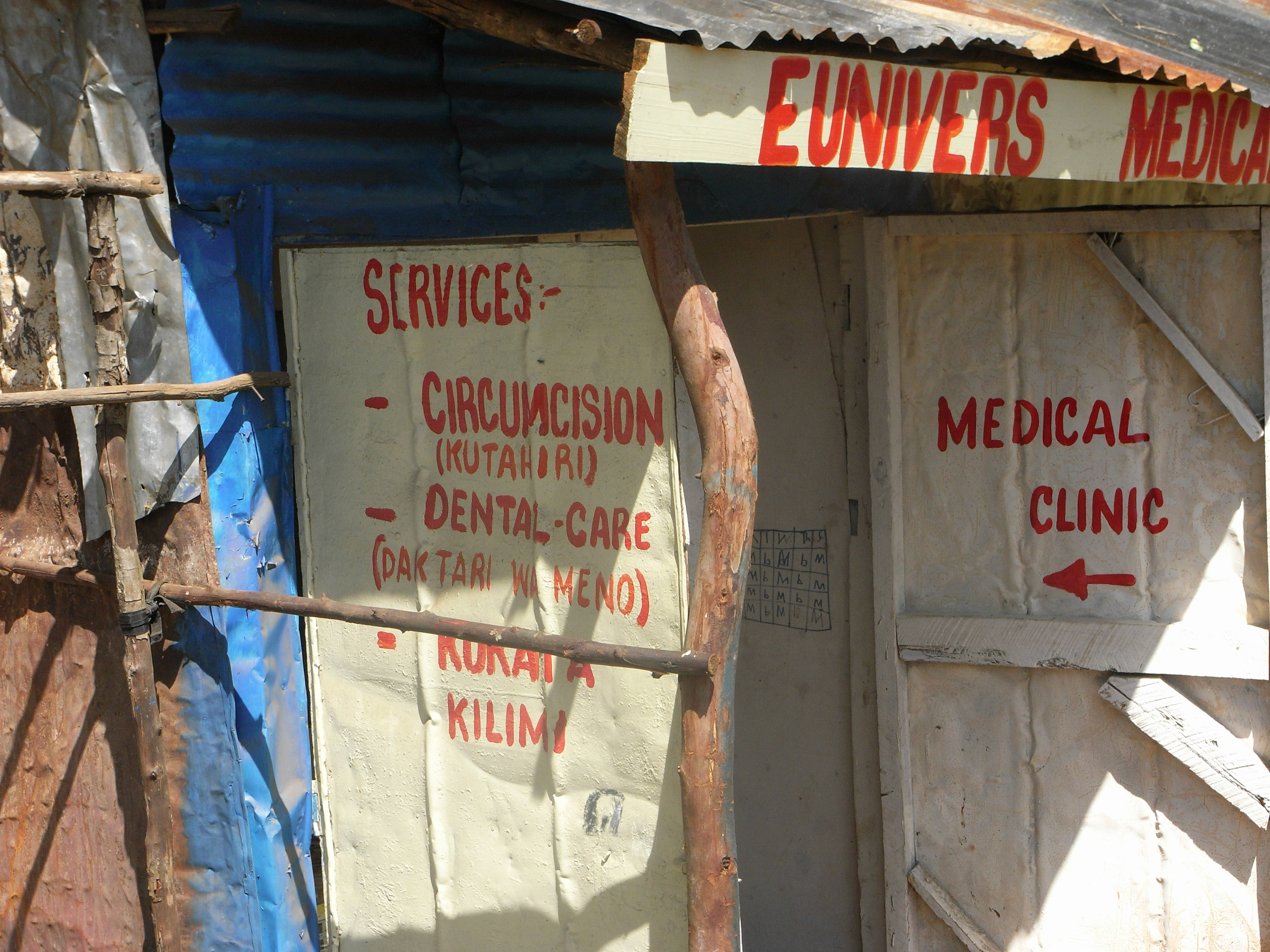
Medizinische Station mit Beschneidung
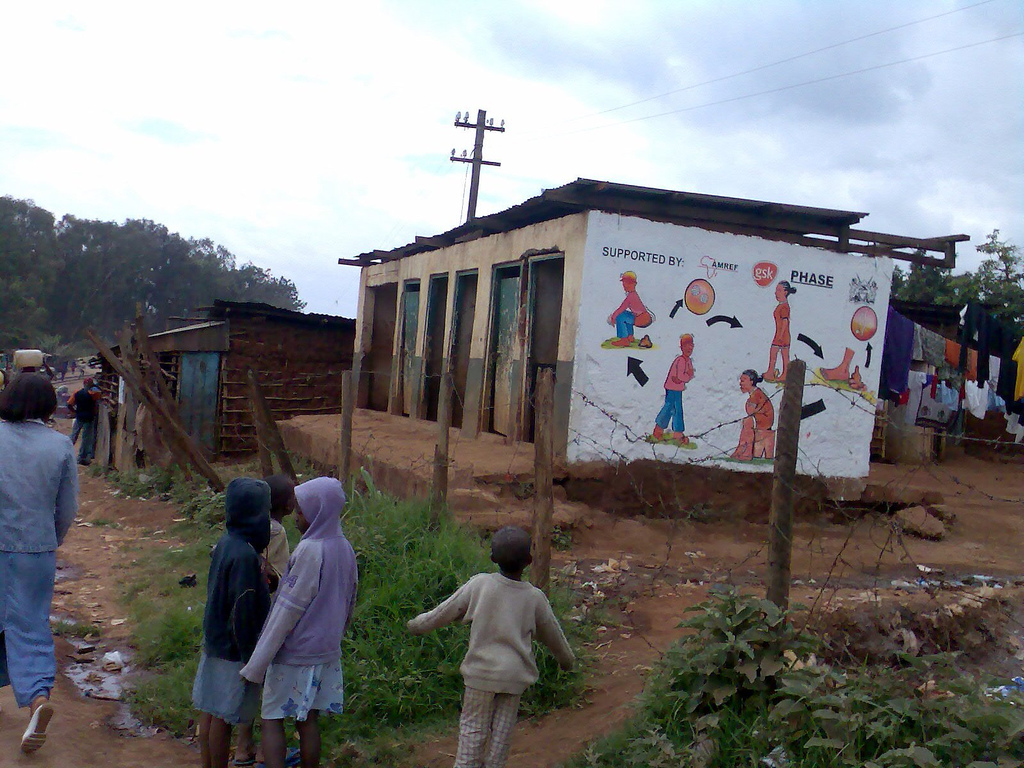
Toilettenanlage